# Kapelle Hilderath

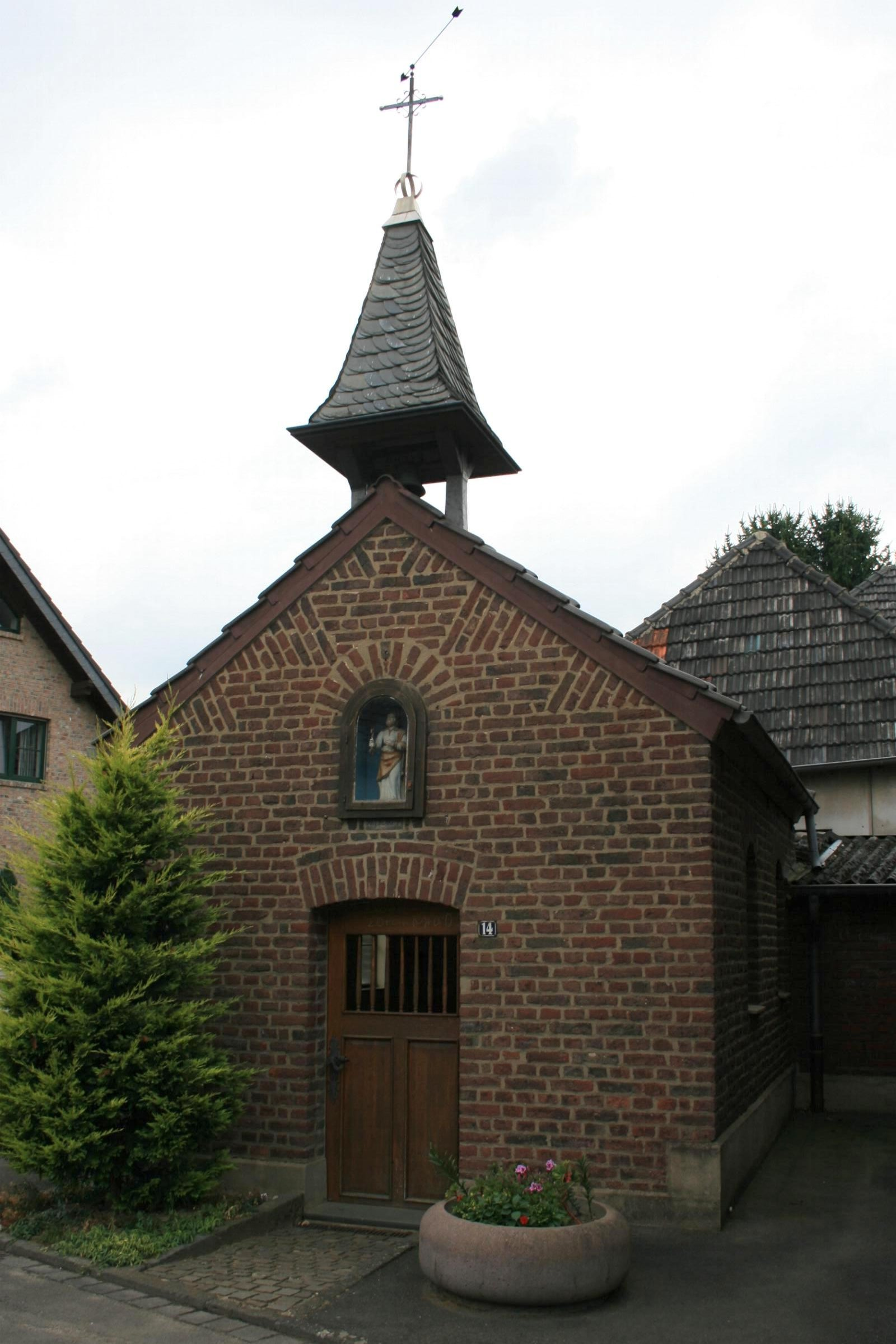
Kapelle (2010)

Die Kapelle Hilderath befindet sich in der Honschaft (Ortsteil) Hilderath des Stadtteils Rheindahlen-Land, Am Kapellchen 34, im Stadtbezirk West (bis 22. Oktober 2009 Rheindahlen) in Mönchengladbach (Nordrhein-Westfalen). Die Kapelle wurde 1884 erbaut. Sie ist unter Nr. A 049 am 2. Juni 1987 in die Denkmalliste der Stadt Mönchengladbach eingetragen worden.

## Lage
Das Objekt steht nordwestlich einer Wegekreuzung in der Siedlung Hilderath. Ihr Bauplatz wird von der angrenzenden ländlichen Bebauung auf zwei Seiten umfasst.

## Architektur
Die Backsteinkapelle steht auf einem fünfseitigen Grundriss und dreiseitigem Chorschluss, Zugang von der östlichen Giebelseite durch einen niedrigen Zugang mit Holztür, deren mit gedrechselten Holzstäben vergitterte Rahmenfüllung den Blick in das Innere ermöglicht.
Inschriftliche Datierung: „ANO 1884“. Darüber eine Mauernische mit der Figur des Hl. Petrus (Holz, Mitte 19. Jahrhundert), erkennbar an den Schlüsseln in seinen Händen. Der Giebelabschluss betont durch holländische Dreiecke und einen mit Schiefer gedeckten Dachreiter für die Glocke. Auf der Spitze ein Kreuz mit Wetterhahn. An den Traufseiten je zwei stichbogige Fenster mit Gussrahmen. Ziegeleindeckung auf dem Dach.